# Lista de deputados estaduais do Amapá da 6.ª legislatura
Esta é a lista de deputados estaduais do Amapá para a legislatura 2011–2015.

## Composição das bancadas
| Partido | Líder                    | Bancada | Posição      |
| ------- | ------------------------ | ------- | ------------ |
| PDT     | Maria Góes               | 4 / 24  | Oposição     |
| PMDB    | Dr. Dalto Martins        | 2 / 24  | Oposição     |
| PP      | Edinho Duarte            | 2 / 24  | Oposição     |
| PTdoB   | Bruno Mineiro (político) | 2 / 24  | Independente |
| PTB     | Mira Rocha               | 2 / 24  | Oposição     |
| DEM     | Isaac Alcolumbre         | 2 / 24  | Oposição     |
| PPS     | Valdeco                  | 2 / 24  | Independente |
| PSB     | Cristina Almeida         | 2 / 24  | Governo      |
| PSDB    | Michel JK                | 1 / 24  | Governo      |
| PSC     | Moisés Souza             | 1 / 24  | Oposição     |
| PRTB    | Telma Gurgel             | 1 / 24  | Oposição     |
| PRB     | Dr. Brasil               | 1 / 24  | Oposição     |
| PSDC    | Charles Marques          | 1 / 24  | Independente |
| PV      | Zezé Nunes               | 1 / 24  | Independente |

## Deputados Estaduais
No Amapá foram vinte e quatro deputados estaduais eleitos.
| Número | Deputados estaduais eleitos | Partido | Votação | Percentual | Cidade onde nasceu | Unidade federativa |
| 15699  | Junior Favacho              | PMDB    | 11.329  | 3,30%      | Macapá             | Amapá              |
| 12123  | Marília Góes                | PDT     | 9.660   | 2,82%      | Belém              | Pará               |
| 45123  | Michel JK                   | PSDB    | 9.611   | 2,80%      | Macapá             | Amapá              |
| 12111  | Maria Góes                  | PDT     | 9.044   | 2,64%      | Porto Grande       | Amapá              |
| 11111  | Edinho Duarte               | PP      | 8.142   | 2,37%      | Macapá             | Amapá              |
| 15800  | Dalto Martins               | PMDB    | 7.746   | 2,26%      | Breves             | Pará               |
| 70123  | Bruno Mineiro               | PTdoB   | 7.499   | 2,19%      | Belém              | Pará               |
| 14122  | Mira Rocha                  | PTB     | 6.891   | 2,01%      | Macapá             | Amapá              |
| 12345  | Keka Cantuária              | PDT     | 6.671   | 1,94%      | Mazagão            | Amapá              |
| 70369  | Kaká Barbosa                | PTdoB   | 6.548   | 1,91%      | Recife             | Pernambuco         |
| 20123  | Moisés Souza                | PSC     | 6.297   | 1,84%      | Macapá             | Amapá              |
| 12222  | Eider Pena                  | PDT     | 6.210   | 1,81%      | Ferreira Gomes     | Amapá              |
| 28123  | Telma Gurgel                | PRTB    | 5.824   | 1,70%      | Macapá             | Amapá              |
| 10123  | Dr. Manoel Brasil           | PRB     | 5.611   | 1,64%      | Porto Grande       | Amapá              |
| 27147  | Charles Marques             | PSDC    | 5.524   | 1,61%      | Macapá             | Amapá              |
| 25123  | Isaac Alcolumbre            | DEM     | 5.511   | 1,61%      | Macapá             | Amapá              |
| 14580  | Gatinho                     | PTB     | 5.272   | ¨1,54%     | Santarém           | Pará               |
| 23100  | Dr. Jaci Amanajás           | PPS     | 5.108   | 1,49%      | Macapá             | Amapá              |
| 23222  | Valdeco Vieira              | PPS     | 4.991   | 1,45%      | Macapá             | Amapá              |
| 40190  | Agnaldo Balieiro            | PSB     | 4.855   | 1,41%      | Breves             | Pará               |
| 43123  | Zezé Nunes                  | PV      | 4.839   | 1,41%      | Gurupá             | Pará               |
| 25456  | Roseli Matos                | DEM     | 4.798   | 1,40%      | Macapá             | Amapá              |
| 40789  | Cristina Almeida            | PSB     | 4.421   | 1,29%      | Macapá             | Amapá              |
| 11000  | Sandra Ohana                | PP      | 3.222   | 0,94%      | Macapá             | Amapá              |